# Thorbjørn Bech-Rossen
Thorbjørn Bech-Rossen født 1982, kendt som »Ham Den Lange«, er en aarhusiansk rapper.
Thorbjørn Bech-Rossen er opvokset i Hjortshøj. Han har vundet Karierrekanonen med Andreas Abildlund alias Kejser A, med P3 hitsne "Velkommen i Haven" og "Toget kører til helvede". Han har blandt andet vundet en Underground Music Award, for sin solo debut plade "Carpe diem my ass", hvor nummeret "Sluk din telefon" blev vel spillet på boogie.
Desuden har Bech-Rossen vundet, den årligt tilbagevendende dansk DM-konkurrence i disciplinen improviseret rap; MC's Fight Nights vestfinaler, været i MC's Fight Night finalen 2007 mod Pede B og 2009 mod Pede B, og vundet Den gyldne mikrofon i 2008. Han har været spillet på Grøn Koncert i 2007-2010, med MC's Fight Night show battle, og været med til at starte rapskolerne i Århus og underviser på rapskolen i Toveshøj/Gellerup.
Bech-Rossen har desuden arrangeret adskillige arrangementer, heriblandt "Red børnene i gorom gorom" hvor man samlede 23.000kr ind til fattige børn i den Afrikanske landsby.
Bech-Rossen var 2010 med i TV programmet Bingo Banko.
Thorbjørn har også været med med i rapcrewet "Ordets magt", som bl.a. består af Johnni G, Kejser A og Henrik Hass. Ordets magt er et Freestyle show som foregår rundt i landet i løbet af året. Han er også med i trip-hop gruppen Manus Nigra sammen med produceren Swab og sangerinden Fönix. I 2016 var han på Leros, hvor han samlede penge ind til flygtninge og lavede samfundskritiske numre.

## Udgivelser
- Blind Vej, LP, udgivet af gruppen Manus Nigra i 2015
- Fucking Smukt, mixtape, udgivet i 2012
- Carpe Diem My Ass, LP, udgivet i 2009
- Carpe Diem My Ass, CD, udgivet i 2009
- Et Lille Eventyr, CD, udgivet af gruppen Haven Morgan i 2006
- Et Lille Eventyr, LP, udgivet af gruppen Haven Morgan i 2006
- Sammen & Hver For Sig, CD, udgivet af Ham Den Lange & K-Liir i 2004